# Чолгини
Чолгини (укр. Чолгині) — село в Новояворовской городской общине Яворовского района Львовской области Украины.
Население по переписи 2001 года составляло 1001 человек. Занимает площадь 1,246 км². Почтовый индекс — 81061. Телефонный код — 3259.

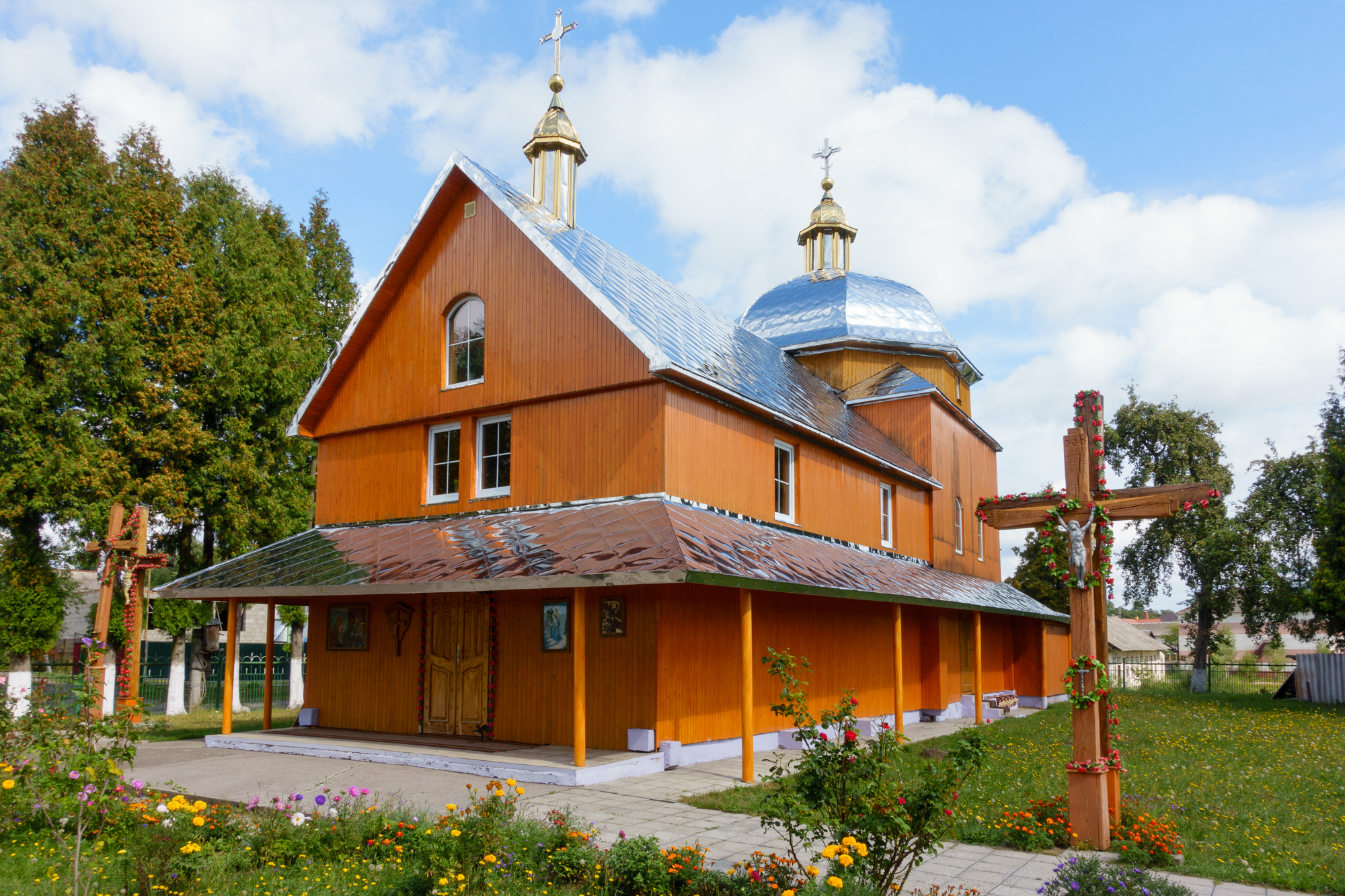
Евстахиевская церковь, 1750